# Чопат
Чопат (или Чаупат) — игра типа «крест и круг», в которую играют в Саураштре, регионе штата Гуджарат, Индия. Эта стратегическая игра относительно легка для изучения, но чтобы играть хорошо необходимы некоторые навыки. В разновидности этой игры играют в других частях Индии и даже в Пакистане. В некоторых отношениях она похожа на пачиси, парчис и лудо.

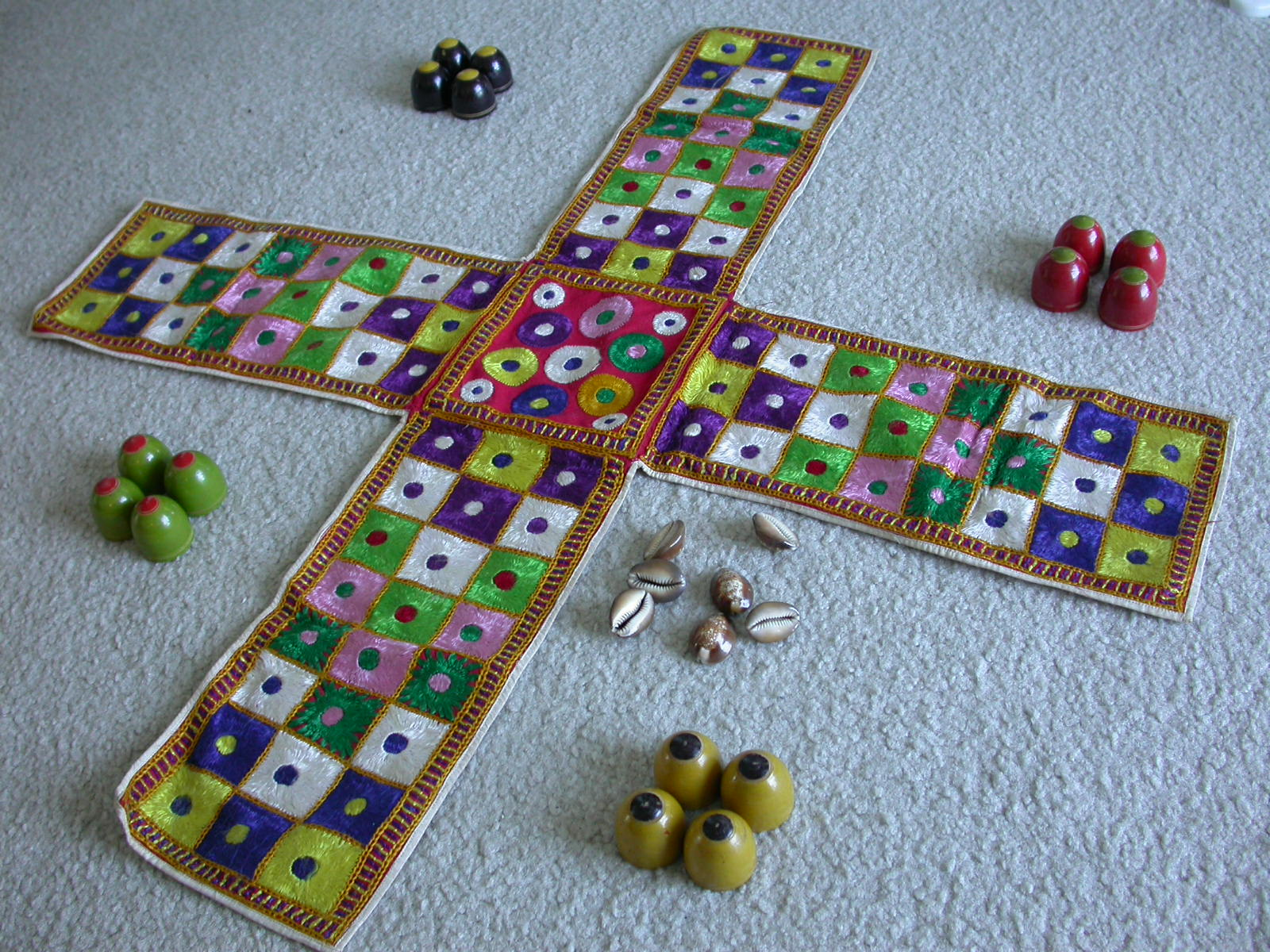
Игра чопат

Традиционной «доской» для чопата является расшитый кусок ткани крестообразной формы. Каждый из рукавов креста делится на три столбца, по 8 клеток в каждом.
«Костями» служат 7 раковин каури.
«Люди» (фишки) обычно изготавливаются из дерева. У каждого игрока 4 человека.

## Правила
В игру играют максимум 4 человека одновременно. Каждый игрок сидит напротив одного из рукавов креста.
Центр креста, «ghar» — «дом» для всех игроков.
Центральный столбец в рукаве креста является «домашним столбцом» для фишек игрока, сидящего перед ним.
Начальным пунктом для каждого игрока является клетка с цветочным орнаментом в столбце слева от его домашнего столбца. На приведённых здесь рисунках клетки с цветочным орнаментом — тёмно-зелёного цвета.
Каждому игроку необходимо ввести свои четыре фишки в игру с начального пункта. Фишки двигаются по внешнему периметру (17 клеток на один рукав креста) по часовой стрелке.
Заводить фишки в «дом» можно только после того, как игрок собьёт хотя бы одну фишку противника. Это называется «tohd».
Фишки каждого игрока могут заходить только в свой «домашний столбец». Как только фишки пересекают клетку с цветочным орнаментом в центральном столбце, их кладут на бок, чтобы обозначить, что они находятся на своём конечном пути к дому и уже не могут быть сбиты.

## Раковины каури

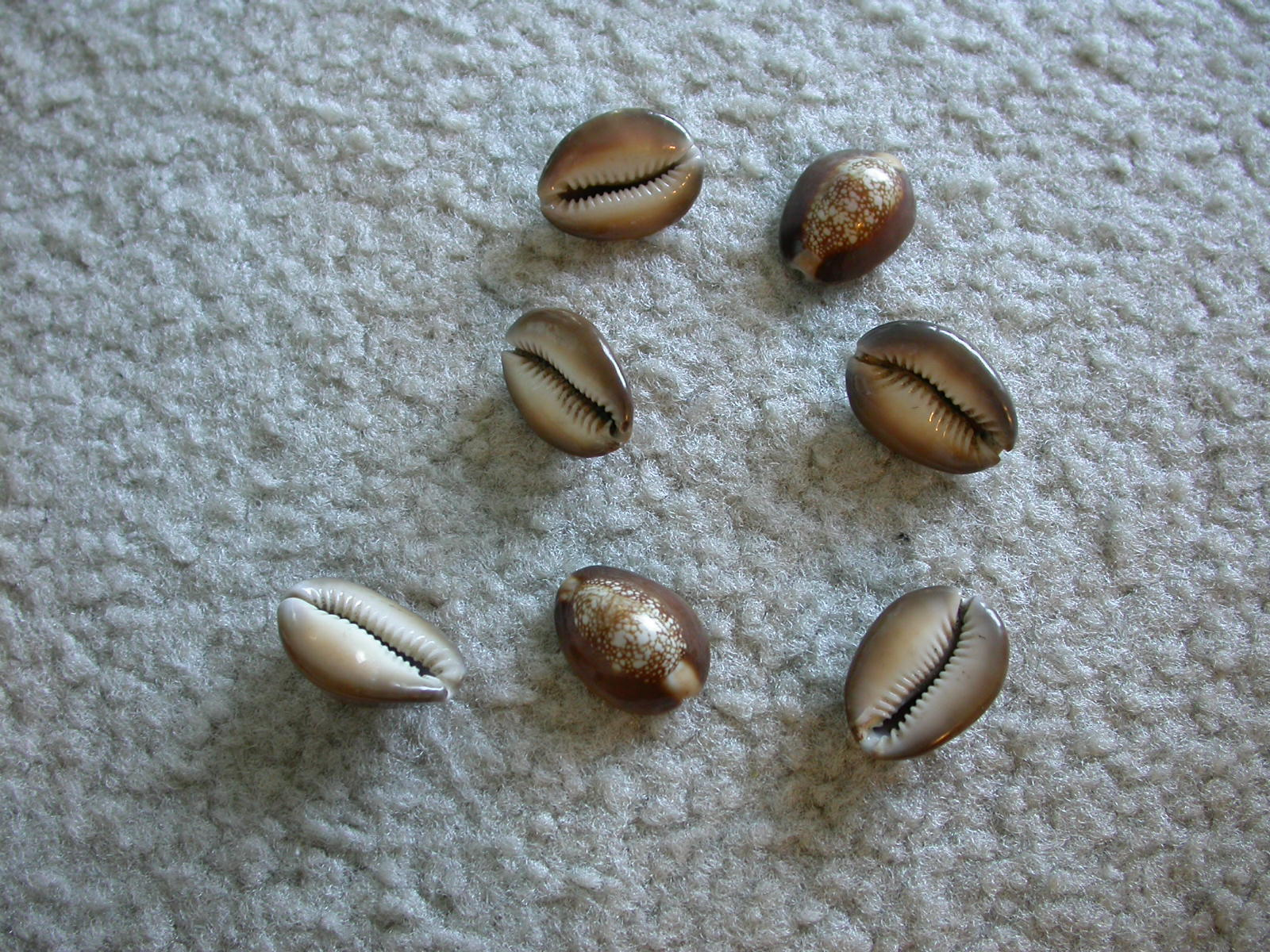
Бросок в 25 очков

Все семь раковин каури используются при каждом броске.
Очки подсчитываются следующим образом:

Все 7 отверстием вниз — 8 очков + бросок

1 отверстием вверх, 6 отверстием вниз — 11 очков + бросок

2 отверстием вверх, 5 отверстием вниз — 2 очка

3 отверстием вверх, 4 отверстием вниз — 3 очка

4 отверстием вверх, 3 отверстием вниз — 4 очка

5 отверстием вверх, 2 отверстием вниз — 25 очков + бросок

6 отверстием вверх, 1 отверстием вниз — 30 очков + бросок

Все 7 отверстием вверх — 16 очков + бросок

## Введение фишек

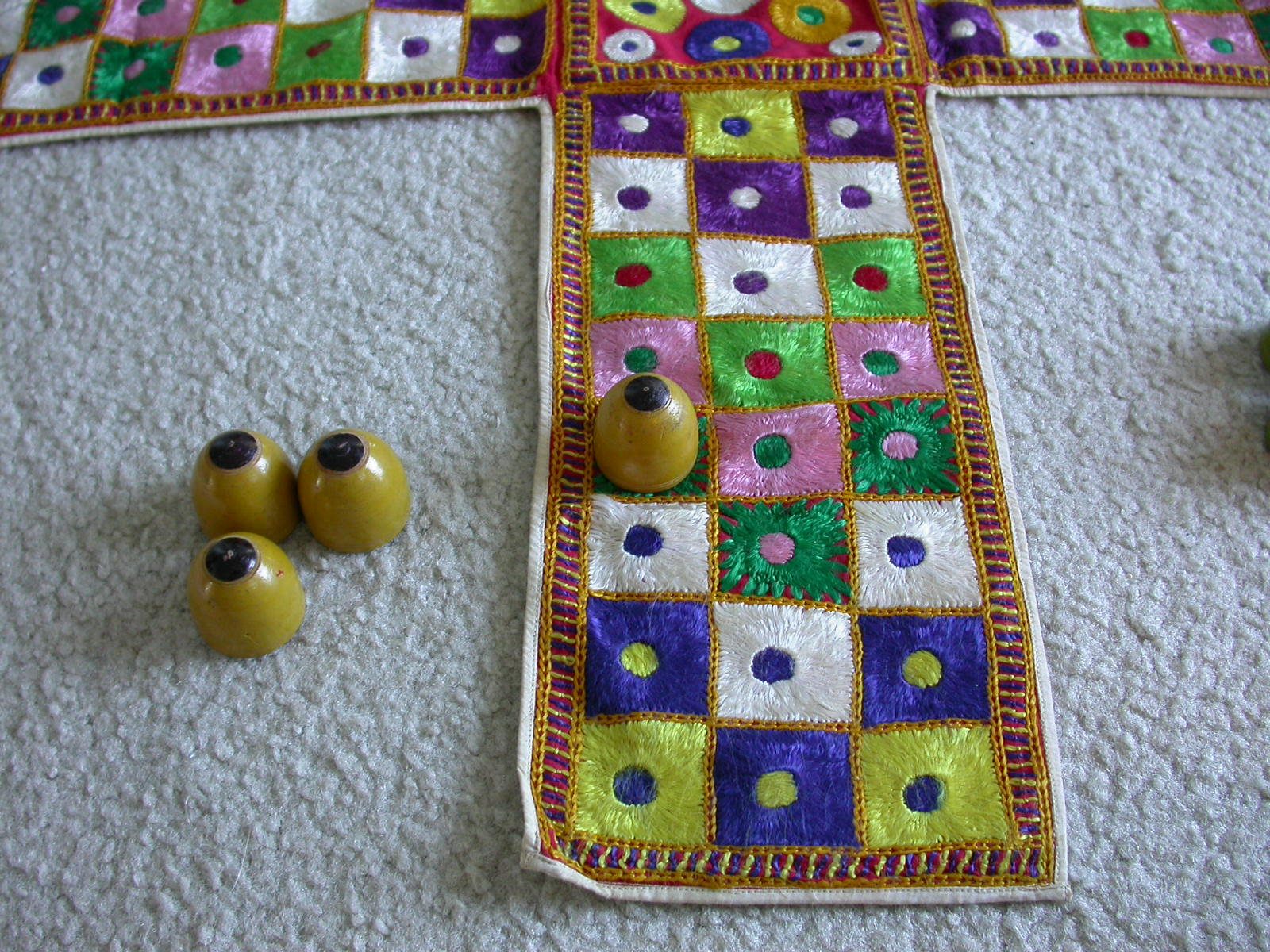
Точка входа

Вначале все игроки по очереди бросают раковины каури. Игрок, набравший наибольшее количество очков, начинает игру.
Игрок может ввести фишку в игру только в том случае, если при броске выпадает 8 или более очков.
Начальной точкой для каждого игрока является клетка с цветочным орнаментом слева от его «домашнего столбца».

## Игра
Фишки двигаются по внешнему периметру креста по часовой стрелке, начиная с отправных клеток.
После каждого броска в 8 и более очков игрок получает дополнительный бросок. Если же более 8 очков выпадает 3 раза подряд — они «сгорают», и игрок пропускает ход.
Если вследствие «высокоочкового» броска игрок бросает кости несколько раз, то он может двигать разные фишки на количество очков каждого отдельного броска.
После вступления в игру всех четырёх фишек выпадение 11, 25 или 30 очков даёт игроку дополнительное очко (шаг), называемое «peghedu». Это очко можно использовать также для хода фишкой, отличной от той, которой ходят в результате самого броска.
Если же в любое время игры у игрока нет фишек, которыми он может походить на количество клеток, выпавшее при броске, то бросок пропадает.

## Безопасные клетки
Безопасными являются клетки с цветочным орнаментом. Фишки противников могут одновременно находиться на такой клетке, не причиняя вреда друг другу.
Если же две фишки одного игрока стоят на одной безопасной клетке, то фишки других игроков могут проходить через эту клетку, но не останавливаться на ней.
Более типичен вариант игральной доски, в котором клетки с цветочным орнаментом в центральных столбцах находятся на внешних концах рукавов (то есть на внешнем периметре каждого рукава 3, а не 2 безопасные клетки).

## Сбивание фишек
Каждый игрок должен сбить хотя бы одну фишку другого игрока, чтобы получить право заводить свои фишки в дом. При этом фишка останавливается на клетке без цветочного орнамента, на которой уже стоит фишка противника. Сбитая фишка снимается с доски, и её необходимо ввести обратно в игру обычным способом.

## Способы счёта
На каждом рукаве креста 17 клеток для движения, поэтому:

1. «aanth ghar pacchees» (передвинь на 8 при броске на 25) — отсчитайте 8 клеток вперёд и переставьте фишку на соответствующую клетку на следующем рукаве креста.

2. «tehr ghar trees» (передвинь на 13 при броске на 30) — отсчитайте 13 клеток вперёд и переставьте фишку на соответствующую клетку на следующем рукаве креста.

## Попадание в дом

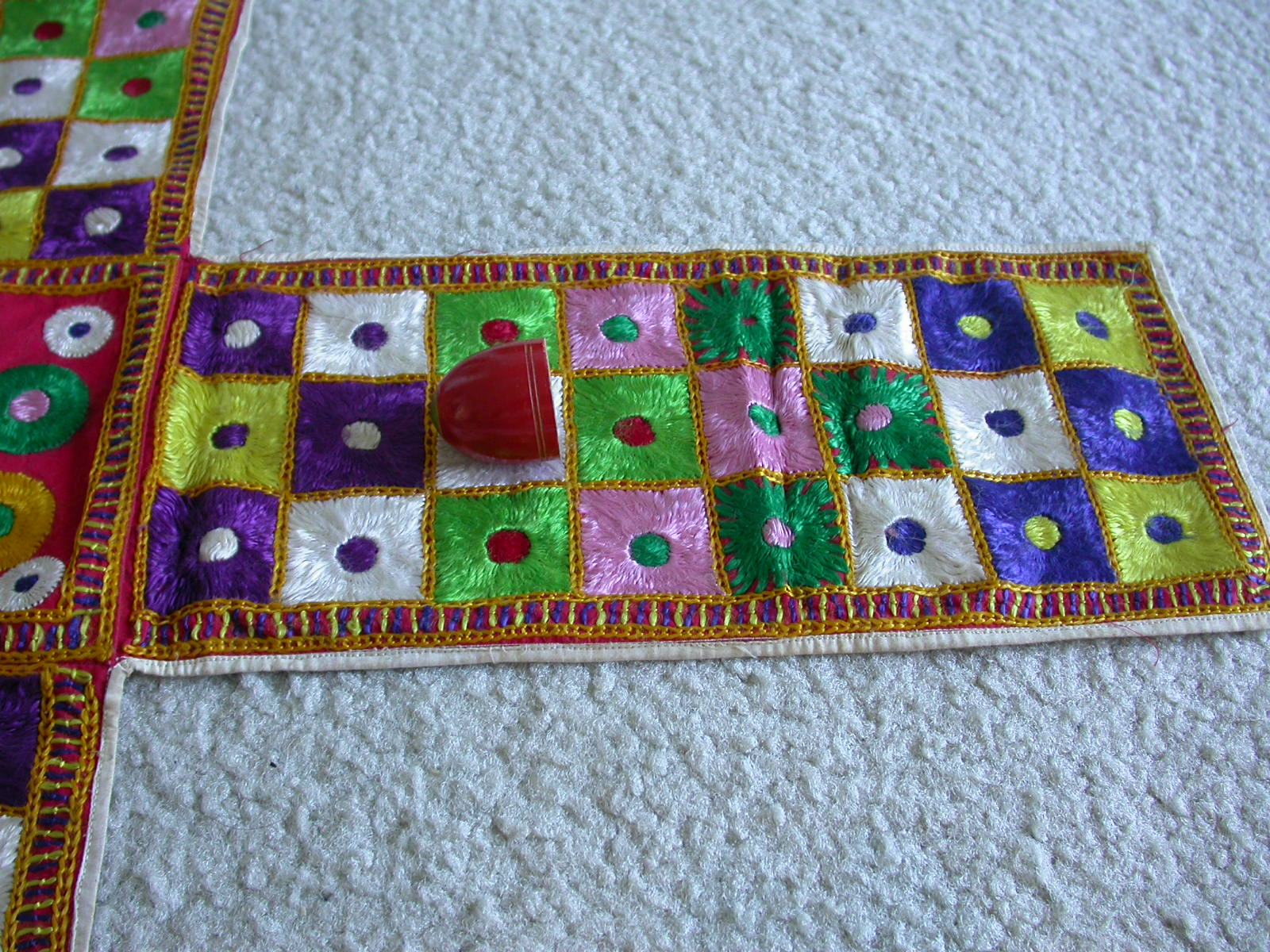
В безопасности на конечном пути в дом

В домашний столбец каждого игрока могут заходить только его фишки при условии, что он уже совершил хотя бы один «tohd».
Как только фишки проходят клетки с цветочным орнаментом в центральных столбцах, их кладут на бок для обозначения, что они находятся на конечном участке пути в дом и не могут быть сбиты противником.
Каждая фишка может заводиться в «дом» в центре креста только точным количеством очков. Если же количество больше требуемого и бросок не может быть использован для совершения хода любой другой фишкой, то бросок пропадает.

## Выигрыш
Выигрывает игрок, первым завёвший все четыре фишки в дом.
Игра продолжается остальными игроками до тех пор, пока на поле не останутся только фишки последнего игрока.

## Продолжение игры
После того, как игрок завёл все свои фишки, он может продолжить игру.
Это называется «gandu kadhyu», «бытие глупым». Игрок может вывести одну из своих фишек из центрального дома и начать игру против часовой стрелки с фишкой, лежащей на боку. Эта фишка может сбивать фишки других игроков, но не может быть сбита ими, что даёт повод для бурного веселья!